# Bartolomeo Catena
Bartolomeo Catena (Saronno, 1787 – 7 marzo 1855) è stato un abate, docente e bibliotecario italiano. Fu prefetto della Biblioteca Ambrosiana di Milano. 

## Biografia
Nato durante la dominazione austriaca nell'allora borgo milanese di Saronno, il giovane Catena seguì le scuole di umane lettere presso il Collegio di Gorla Minore e nel Seminario di Monza. Dedicatosi decisamente alla vita ecclesiastica frequentò quindi il Seminario di Milano e fu accolto, prima ancora di essere ordinato sacerdote, dalla Congregazione degli Oblati che gli affidò l'insegnamento di Grammatica e Umanità presso il Seminario di Arona (all'epoca diocesi di Milano) e di Retorica in quello di Monza ove fu professore, fra gli altri, di Carlo Cattaneo. Fu ordinato sacerdote nel 1810, poco dopo la soppressione della Congregazione da parte di Napoleone. Passò quindi al Seminario di Milano dove insegnò Lingua greca ed ebraica, Filosofia, Esegesi ed Ermeneutica.
Nel 1832 dal seminario passò alla Biblioteca Ambrosiana dove occupò li posto di vice-prefetto per poi, al ritiro dell'abate Bentivoglio, diventarne prefetto nel 1838. Qui si dedicò con particolare attenzione al riordinamento del catalogo dell'istituzione, opera che compì con grande erudizione, dacché ormai il lavoro svolto dal predecessore Giuseppe Antonio Sassi non poteva più soddisfare le esigenze dei lettori.
Negli anni in cui l'abate Catena fu insegnante nei vari seminari e ancora attivo all'Ambrosiana, diede alle stampe l'edizione italiana in 25 volumi della  Biblia dell'abate Enrico Francesco di Vence (La Sacra Bibbia di Vence. Giusta la quinta edizione del Signor Drach. Corredata di nuove illustrazioni ermeneutiche e scientifiche per cura del Prof. Bartolomeo Catena) e la Correzione del breviario della Diocesi milanese eseguita su incarico dell'arcivescovo Carlo Gaetano di Gaisruck (1769-1846). Cooperò quindi nel periodico Biblioteca italiana per il quale comspose numerosi articoli su temi religiosi e culturali e di cui fu direttore per tutto il 1840 e che, cessate le pubblicazioni, fu continuato dal Giornale dell'Imperial Regio Istituto lombardo di scienze, lettere ed arti. Per questo giornale fu autore di diversi articoli e di molte memorie poi pubblicate negli atti dell'istituto: sull'Idealismo popolare nelle rappresentazioni religiose (1843); sulle Allegorie etniche e cristiane (1845); sulle Arti divinatorie (1845); sulle Rettificazioni degli errori invalsi contro la verità storica in molte dipinture di soggetti religiosi (1847); sulla Filosofia artistotelica (1856, postumo) e sullo Scolasticismo (1856, postumo).